# 米迪定理
米迪定理說明如果将{\displaystyle {\frac {a}{p}}}化为b进制小数（其中p为质数，a是小于p的正整数），且小数的循环节长度是偶数，则有以下性质：
- 若將這個分數用循環小數寫成{\displaystyle 0.{\overline {a_{1}a_{2}a_{3}...a_{n}a_{n+1}...a_{2n}}}}，则
- {\displaystyle a_{i}+a_{i+n}=b-1}
- {\displaystyle a_{1}\dots a_{n}+a_{n+1}\dots a_{2n}=b^{n}-1.}

這個定理還可再推廣为广义米迪定理：若把长度2n的循环节划分为长度为k的{\displaystyle {\frac {2n}{k}}}个组，即{\displaystyle 0.{\overline {a_{1}a_{2}\cdots a_{k}a_{k+1}\cdots a_{2k}\cdots a_{2n-k+1}a_{2n-k+2}\cdots a_{2n}}}}，则{\displaystyle a_{1}a_{2}...a_{k}+a_{k+1}a_{k+2}...a_{2k}+...+a_{2n-k+1}a_{l-k+2}...a_{2n}}是{\displaystyle b^{k}-1}的倍數。

## 例
{\displaystyle {\frac {1}{17}}=0.{\overline {0588235294117647}}}（10进制）
循环节长度是16，是偶数，可应用米迪定理。
- 0+9=10-1，5+4=10-1，8+1=10-1……
- {\displaystyle 05882352+94117647=10^{8}-1}

{\displaystyle {\frac {1}{19}}=0.{\overline {052631578947368421}}}（10进制）
循环节长度是18，是偶数，可应用米迪定理。
- 0+9=10-1，5+4=10-1，2+7=10-1……
- {\displaystyle 052631578+947368421=10^{9}-1}
- {\displaystyle 052631+578947+368421=10^{6}-1}（广义米迪定理，k=6）
- {\displaystyle 052+631+578+947+368+421=2997=3\times (10^{3}-1)}（广义米迪定理，k=3）

{\displaystyle {\frac {1}{19}}=0.{\overline {032745}}_{8}}
- {\displaystyle 032_{8}+745_{8}=777_{8}}
- {\displaystyle 03_{8}+27_{8}+45_{8}=77_{8}.}

## 定理的证明
米迪定理可以用群论中的结果来证明。然而，也可以用算术和同余来证明米迪定理：
设p为素数，a/p是0与1之间的分数。假设在b进制中，a/p的展开式的周期为l，所以：
{\displaystyle {\frac {a}{p}}=[0.{\overline {a_{1}a_{2}\dots a_{l}}}]_{b}}
{\displaystyle \Rightarrow {\frac {a}{p}}b^{l}=[a_{1}a_{2}\dots a_{l}.{\overline {a_{1}a_{2}\dots a_{l}}}]_{b}}
{\displaystyle \Rightarrow {\frac {a}{p}}b^{l}=N+[0.{\overline {a_{1}a_{2}\dots a_{l}}}]_{b}=N+{\frac {a}{p}}}
{\displaystyle \Rightarrow {\frac {a}{p}}={\frac {N}{b^{l}-1}}}
其中N是在b进制中的展开式为a1a2...al的整数。
因为{\displaystyle {\frac {a}{p}}(b^{l}-1)=N}且N为整数，所以{\displaystyle b^{l}-1}必为p的倍数。另外，对于任何小于l的n，bn−1都不是p的倍数，否则在b进制中a/p的周期将小于l，这是不可能的。
现在，假设l=hk。那么bl−1是bk − 1的倍数。设bl − 1 = m(bk − 1)，因此：
{\displaystyle {\frac {a}{p}}={\frac {N}{m(b^{k}-1)}}.}
但bl−1是p的倍数；bk−1不是p的倍数（因为k小于l）；且p是素数；因此m一定是p的倍数，且
{\displaystyle {\frac {am}{p}}={\frac {N}{b^{k}-1}}}
是整数。也就是说：
{\displaystyle N\equiv 0{\pmod {b^{k}-1}}.}
现在，把a1a2...al分成h个长度为k的部分，并设它们在b进制中表示N0...Nh − 1，所以：
{\displaystyle N_{h-1}=[a_{1}\dots a_{k}]_{b}}
{\displaystyle N_{h-2}=[a_{k+1}\dots a_{2k}]_{b}}
{\displaystyle .}
{\displaystyle .}
{\displaystyle N_{0}=[a_{l-k+1}\dots a_{l}]_{b}}
为了证明b进制中广义的米迪定理，我们必须证明h个整数Ni的和是bk − 1的倍数。
由于bk被bk−1除余1，任何bk的幂被bk − 1除也余1。因此：
{\displaystyle N=\sum _{i=0}^{h-1}N_{i}b^{ik}=\sum _{i=0}^{h-1}N_{i}(b^{k})^{i}}
{\displaystyle \Rightarrow N\equiv \sum _{i=0}^{h-1}N_{i}{\pmod {b^{k}-1}}}
{\displaystyle \Rightarrow \sum _{i=0}^{h-1}N_{i}\equiv 0{\pmod {b^{k}-1}}}
这就证明了b进制中广义的米迪定理。
为了证明原先的米迪定理，取h = 2的特殊情况。注意N0和N1在b进制中都由k个数字表示，所以都满足
{\displaystyle 0\leq N_{i}\leq b^{k}-1.}
N0和N1不能都等于0（否则a/p = 0），也不能都等于bk − 1（否则a/p = 1），因此：
{\displaystyle 0<N_{0}+N_{1}<2(b^{k}-1)}
由于N0 + N1是bk − 1的倍数，所以有：
{\displaystyle N_{0}+N_{1}=b^{k}-1.}